# Amour d'esclave
Pour plus de détails, voir Fiche technique et Distribution.
Amour d'esclave est un film muet français réalisé par Albert Capellani, sorti en 1907.

## Synopsis
Dans l'Empire romain, un riche patricien marié tombe amoureux de l'une de ses esclaves, provoquant la colère de sa femme.

## Fiche technique
- Titre : Amour d'esclave
- Réalisation : Albert Capellani
- Scénario : Albert Capellani
- Société de production : Pathé frères
- Société de distribution : Pathé frères
- Pays de production :  France
- Langue : film muet avec les intertitres en français
- Métrage : 210 mètres dont 160 mètres en couleur
- Format : Noir et blanc — Couleur — 35 mm — 1,33:1 — Muet
- Genre : Film dramatique
- Durée : 11 minutes
- Date de sortie :
  - France : 17 mai 1907

## Distribution
- Gabriel Moreau
- Darenne Bennard
- Georges Dorival
- Rose Ridde : la danseuse esclave